# Bomann-Archiv
Das Bomann-Archiv ist eine Zeitschrift zur Geschichte Deutschlands sowie zur Geographie und Kunstgeschichte im Allgemeinen am Beispiel der Stadt Celle, Niedersachsen.
Das vom Bomann-Museum und dem Stadtarchiv Celle von 1954 bis 1978 in Celle im Verlag Schweiger & Pick herausgegebene Periodikum enthielt im Nebentitel schon den Namen des Nachfolgeblattes, der Schriftenreihe des Stadtarchivs Celle und des Bomann-Museums.
Das Bomann-Archiv enthielt im Nebentitel zudem den Namen der späteren Schriftenreihe Celler Beiträge zur Landes- und Kulturgeschichte.